# Denis Mukwege

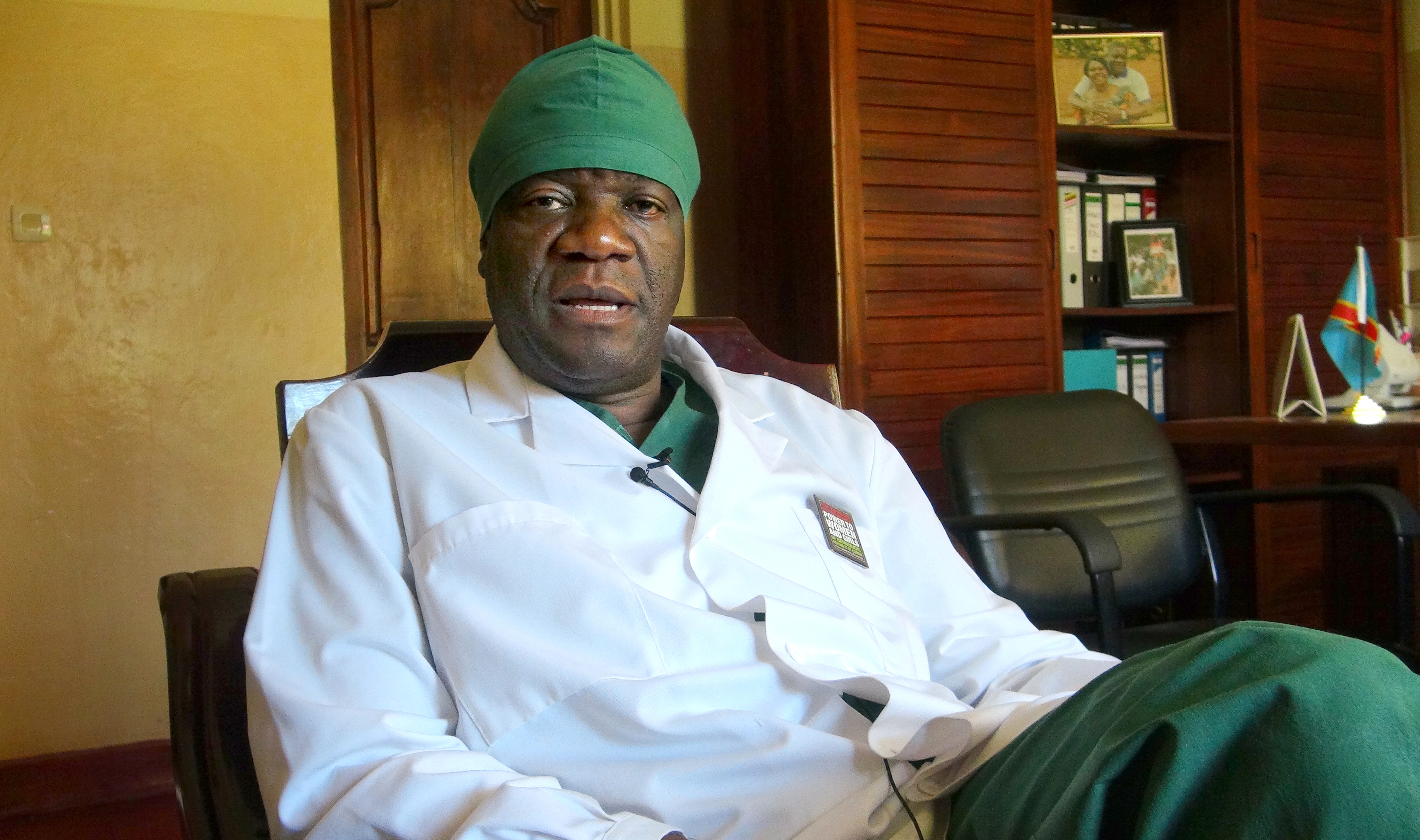
Denis Mukwege en 2013.

Denis Mukwege (Bukavu, 1 de marzo de 1955) es un médico ginecólogo y activista congoleño. 
Fundó y trabaja en el Hospital Panzi en Bukavu, donde se especializa en el tratamiento de las mujeres violadas por las fuerzas rebeldes durante la guerra de Kivu y posteriores conflictos desarrollados en la República Democrática del Congo. Mukwege se ha convertido en uno de los principales expertos mundiales en la forma de reparar el daño físico interno causado por la violación en grupo. Ha tratado a miles de mujeres desde la guerra de 1998 en el Congo, a algunas más de una vez, y realizado hasta diez cirugías al día, durante 18 horas diarias de trabajo. Se ha descrito cómo sus pacientes llegan al hospital, a veces desnudas, y por lo general con sangrado y pérdida de orina y heces.
En 2018 fue galardonado con el Premio Nobel de la Paz junto con Nadia Murad «por sus esfuerzos para erradicar la violencia sexual como arma en guerras y conflictos armados».

## Biografía

### Orígenes y estudios
Hijo de un pastor evangélico pentecostal, realiza sus estudios primarios en la Real Academia de Bukavu y más tarde sus estudios secundarios en el Instituto Bwindi de Bukavu, en donde obtiene el diploma en bioquímica en 1974. Después de dos años en la Facultad Politécnica de la Universidad de Kinshasa, se inscribe en la Facultad de Medicina de la Universidad de Buyumbura en 1976.
Obtiene el diploma en medicina en 1983, iniciando su vida profesional en el hospital de Lemera, en el sur de Bukavu. En 1984 obtiene una beca de la Swedish Pentecostal Mission (Misión Pentecostal de Suecia) para obtener una especialización en ginecología en la Universidad de Angers, Francia. Funda la asociación Esther Solidarité France-Kivu para ayudar a su región de origen.
El 24 de septiembre de 2015 se convierte en doctor en ciencias médicas en la Universidad Libre de Bruselas después de haber defendido una tesis titulada: "Etiología, clasificación y tratamiento de fístulas de traumatismo genital y digestivo bajo en el este de la República Democrática del Congo".

## Condecoraciones y premios
- 2008: Premio Olof Palme y Premio de Derechos Humanos de las Naciones Unidas.
- 2009: Caballero de la Legión de Honor.
- 2013: Premio al Sustento Bien Ganado.
- 2014: Premio Sájarov, en reconocimiento a su trabajo a favor de las mujeres víctimas de violencias sexuales.[6]
- 2018: Premio Nobel de la Paz.